# Black Rock (álbum)
Black Rock é o oitavo álbum de estúdio do guitarrista de blues-rock americano Joe Bonamassa.
| Críticas profissionais                                                      | Críticas profissionais |
| Avaliações da crítica                                                       | Avaliações da crítica  |
| Fonte                                                                       | Avaliação              |
| --------------------------------------------------------------------------- | ---------------------- |
| Allmusic                                                                    | [ 1 ]                  |
| Esta tabela precisa de ser acompanhada por texto em prosa. Consulte o guia. |                        |

## Faixas
1. Steal Your Heart Away - 3:48
2. I Know a Place - 4:19
3. When the Fire Hits the Sea - 3:55
4. Quarryman's Lament - 5:22
5. Spanish Boots - 4:38
6. Bird on a Wire - 5:21
7. Three Times a Fool - 2:02
8. Night Life (feat. B.B. King) - 3:26
9. Wandering Earth - 4:19
10. Look Over Yondrs Wall - 3:27
11. Athens to Athens - 2:26
12. Blue and Evil - 5:44
13. Baby You Gotta Change Your Mind - 4:25

## Paradas Musicais
| Parada Musical (2010)           | Performance |
| ------------------------------- | ----------- |
| UK Albums Chart                 | #14         |
| UK Indie Chart                  | #1          |
| US Billboard Album Chart Top 40 | #38         |
| US Billboard Blues Albums       | #1          |